# Карлобаг
Карлобаг (хорв. Karlobag, итал. Carlopago) — курортный городок на адриатическом побережье Хорватии в Лицко-Сеньской жупании. Также это название одноимённого муниципалитета.

## География
Карлобаг расположен под горным хребтом Велебит с видом на остров Паг, западнее Госпича и южнее города Сень на пересечении автотрассы Риека — Дубровник (Адриатическая магистраль) и автодорог, ведущих в направлении Госпича, Плитвицких озер и Загреба. Имеет прибрежную полосу пляжей длиной 42 км. По территории муниципалитета также протекает богатая форелью река Гацка (Gacka).

## Демография
По данным переписи 2011 г. население муниципалитета составило 917 жителей, абсолютное большинство которых составляли хорваты с долей в 94,3 %. В самом же Карлобаге в 2001 г. жило 510 человек. Карлобаг также населяют сербы, боснийцы, македонцы, албанцы, итальянцы.

## История
У Плиния и Птолемея населенный пункт упоминается как древнеримская Vegia. Во время нашествия готов Vegia опустела, но в VII веке хорваты построили западнее римского города новое поселение, которое называлось Skrisa (oppidum Scrissi).
В 1387 году селение впервые упоминается под названием Баг. Считается, что нынешним названием город обязан своему основателю, императору Священной Римской империи Карлу IV.
После турецкого вторжения в Лику город в 1525 году был полностью разрушен османами, которые оставили только небольшую крепость с военным присутствием. По просьбе жителей города Сень австрийским эрцгерцогом Карлом, основателем Военной границы, в 1579 году был построен новый город, который с 1580 стал известен как Карлобаг. Однако, как только город был восстановлен, в 1592 г. венецианцы захватили крепость и уничтожили город. До 1683 Карлобаг был заселён только военными подразделениями.
Австрийский правитель Карл VI Габсбург велел построить гавань и планировал дорогу на Госпич. Его внук Иосиф II соединил Карлобаг с «Военной границей» в 1776 году, а в 1786 году построил еще одну дорогу через Велебит. Во время властвования Наполеона Карлобаг подвергся обстрелу из английских военных кораблей в 1813 г.

## Настоящее время
Сегодня главный род занятий Карлобага — это рыболовство и туризм. Основные виды активного отдыха включают катание на лодках и пеший туризм, так как Карлобаг славится своими горными тропами отличного качества. Горы Велебит, возвышающиеся над Карлобагом, были объявлены мировым биосферным заповедником, единственным в Хорватии. Город Карлобаг также имеет порт для паромного сообщения с островом Паг.